# Jeffrey Berry
Jeffrey M. Berry (né le 19 février 1948) est un professeur de sciences politiques américain.
Il est spécialisé dans l'étude des groupes d'intérêt, la participation des citoyens, le lobbying citoyen (non profit lobbying) et les politiques publiques.
Il est lauréat de l'American Political Science Association's 1994, et du Gladys Kammerer Award pour le meilleur ouvrage de sciences politiques américain.

## Œuvres
- Lobbying for the People (Princeton, 1977)
- Feeding Hungry People: Rulemaking in the Food Stamp Program (Rutgers, 1984)
- The Rebirth of Urban Democracy (Brookings, 1993)
- The New Liberalism: The Rising Power of Citizen Groups (Brookings Institution, 1999), prix Aaron Wildavsky.
- Nonprofits: A Methods Handbook (Aspen Institute, 2003)
- A Voice for Nonprofits (Brookings Institution, 2003)
- The Interest Group Society (Longman, 4th ed., 2007)
- The Challenge of Democracy (Houghton Mifflin, 9th ed., 2007)